# Lijst van Ieperlingen
Dit is een chronologische lijst van Ieperlingen. Het gaat om personen afkomstig uit de Belgische stad Ieper.

## Geboren in Ieper
- Christianus Lupus of Wulf (1612-1681), Augustijn en professor theologie aan de Universiteit Leuven
- Josse de Corte (1627-1679), toonaangevend barokbeeldhouwer van de Republiek Venetië
- Jan-Jacques Lambin (1765-1841), eerste stadsarchivaris
- Jules Malou (1810-1886), eerste minister van België (1871-1878 en 1884)
- Alphonse Vandenpeereboom (1812-1884), politicus, minister
- Petrus Joannes Moerman (1818-1907), componist, muziekpedagoog, dirigent, arrangeur en organist
- Edouard Fiers (1822-1894), beeldhouwer
- Eugène de Pruyssenaere (1826-1864), ontdekkingsreiziger
- Julianus Pierre Moerman (1841-1901), componist, muziekpedagoog, organist en pianist
- Gustavus Aloïsius Moerman (1842-1905), componist, muziekpedagoog en dirigent
- Polydore Comein (1848-1907), beeldhouwer
- Emile Goethals (1854-1932), volksvertegenwoordiger
- Albert Nyssens (1855-1901), minister van Nijverheid en Arbeid, jurist
- Henricus Aloïsius Moerman (1861-1940), componist, arrangeur, dirigent, organist en pianist
- Louise De Hem (1866-1922), kunstschilderes
- Hélène Cornette (1867-1957), beeldhouwer
- Albert Devèze (1881-1959), politicus, minister
- Maurice Antony (1883-1963), fotograaf
- Léon Vanderstuyft (1890-1964), wereldkampioen op de baan
- Paul Sobry (1895-1954), kanunnik en professor
- Edouard Froidure (1899-1971), priester, stichter van Spullenhulp
- Antoon Verschoot (1925-2017), brandweerman en chef klaroenblazer voor de dagelijkse Last Post ceremonie aan de Menenpoort
- Gerard Vermeersch (1923-1974), toneelspeler, toneelschrijver en toneelregisseur, televisie- en filmacteur, radiomaker en cabaretier
- Lutgart Simoens (1928-2020), radio-omroepster en -presentatrice (overleden 2020)
- Albert Lowagie (1929), atleet
- André Noyelle (1931-2003), wielrenner
- Eric Defoort (1943-2016), hoogleraar en politicus
- Suzette Verhoeven (1944-2016), politica
- Walter Fiers (1931-2019), Belgisch moleculair bioloog
- Serge-Henri Valcke (1946), acteur, voornamelijk werkzaam in Nederland
- Paul Breyne (1947), gouverneur van de provincie West-Vlaanderen
- Jan Béghin (1949-2022), politicus
- Marc Vervenne (1949), ere-rector KU Leuven
- Beatrijs Deconinck (1955), eerste vrouwelijke hoogste magistraat
- Edouard Vermeulen (1957), modeontwerper
- Renaat Landuyt (1958), politicus, minister
- Jan Desmarets (1961), beeldhouwer
- Lieven Danneels (1964), ondernemer
- Koenraad Goudeseune (1965-2020), dichter, prozaïst en recensent
- Karl Vannieuwkerke (1971), sportjournalist
- Sophie Dewaele (1973), televisiepresentatrice
- Bert Vannieuwenhuyse (1974), acteur
- Isaac Delahaye (1982), lead gitarist bij metalband Epica
- Jonathan Blondel (1984), voetballer
- Michaël Bultheel (1986), atleet
- Sieglinde Michiel (1986), radiopresentatrice
- Emma Meesseman (1993), basketbalster
- Sarah Mylle (1993), radiopresentatrice
- Sofie Claerhout (1993), doctor in de forensische genetica
- Elise Ramette (1998), basketbalster

## Bekende inwoners
- Jan Yperman (ca. 1260 - ca. 1332), chirurgijn
- Melchior Broederlam (ca. 1381-1410), kunstschilder in opdracht van Filips De Stoute
- Jacobus Clemens non Papa (ca. 1510-1556), renaissance-componist
- Sebastiaan Matte Geusgezinde opstandeling en hagenprediker
- Cornelius Jansenius (1585-1638), bisschop van Ieper
- Martin Legraverand, (1775-1862), gemeenteraadslid, Sint-Helenamedaille, vertegenwoordiger van de stad voor de bekroning van de Keizer in Parijs
- Isidore Diegerick (1812-1885), stadsarchivaris
- Gaston Hynderick de Theulegoet, ridder (1817-1883), stichter Société nationale du Cheval de trait
- Oscar Coulembier (1905-2014), oudste man van Vlaanderen en België
- Jo Lernout (1946), in opspraak gekomen medestichter van een spraaktechnologiebedrijf
- Yves Leterme (1960), politicus, Vlaams minister-president, eerste minister van België

Brussel:
Anderlecht
Brussels Hoofdstedelijk Gewest · 
Etterbeek · 
Ukkel

Vlaanderen:
Aalst · 
Antwerpen · 
Brugge ·
Geel · 
Genk · 
Gent · 
Hasselt ·  
Ieper · 
Kortrijk · 
Leuven · 
Lichtervelde · 
Lier · 
Lokeren · 
Mechelen · 
Oostende · 
Oudenaarde · 
Poperinge · 
Roeselare ·
Sint-Niklaas ·  
Sint-Truiden · 
Tienen · 
Tongeren · 
Turnhout · 
Vilvoorde

Wallonië: 
Aarlen · 
Charleroi ·  
Doornik ·  
Luik · 
Moeskroen ·  
Namen · 
Verviers · 
Waver